# أييا مارينا (دوديكانيسوس)
أييا مارينا (Αγία Μαρίνα) هي مدينة في دوديكانيسوس في اليونان. يبلغ عدد سكانها حوالي 2613 نسمة.